# Chekfa
Chekfa (em árabe: الشقفة) é uma cidade e comuna localizada na província de Jijel, Argélia. Segundo o censo de 2008, a população total da cidade era de 26 553 habitantes.